# セイコーモータースクール
セイコーモータースクールは、NGAグループの正興産業株式会社が運営する埼玉県ふじみ野市市沢および富士見市上沢にある埼玉県公安委員会指定の自動車教習所である。

## 概要
1965年に「鶴瀬自動車教習所」として開校。指定自動車教習所指導員数は約100名。保有車両台数約150台。教習所敷地は7000坪と広大である。
普通自動車の埼玉県内平成19年度本免学科試験合格率1位。交通安全運動や交通安全防止に対し抜群の貢献があり、自動車安全運転センターから優秀安全運転事業所として認められた場合に送られる『優秀安全運転事業所「金賞」』を、さらに3年連続「金賞」を受賞した教習所にのみ与えられる「プラチナ賞」を平成20年2月に受賞。

## 営業時間
- 8:30 - 21:00（土曜・日曜・祝日8:30-18:00）
- 月曜日と第3日曜日が休校日となっている。
- 教習時間は50分単位で「一時限」となり、通常は12時限まで。
- 日曜・祝日のみ9時限目までの教習。

### 教習時限
- 1：9:00 - 9:50
- 2：10:00 - 10:50
- 3：11:00 - 11:50
- 4：12:00 - 12:50
- 5：13:00 - 13:50
- 6：14:00 - 14:50
- 7：15:00 - 15:50
- 8：16:00 - 16:50
- 9：17:00 - 17:50（土曜・日曜・祝日はこの時限まで）
- 10：18:00 - 18:50
- 11：19:00 - 19:50
- 12：20:00 - 20:50

## 取扱免許
第一種運転免許と第二種免許を扱う（第二種免許は普通自動車のみ）
- 普通自動車（MT・AT）
- 普通自動二輪車 (小型限定)（MT・AT）
- 普通自動二輪車（MT・AT）
- 大型自動二輪車（MT・AT）

## 車両
教習車
- 普通自動車 - スバル（インプレッサ）・ マツダ（デミオ•教習用セダン）・三菱（ランサー）
- 普通自動二輪車 -　CB400K
- 大型自動二輪車 -　CB750（一段階）・NC750（二段階）

送迎バス

## 学科システム
学科教習には、講義に加えパソコンによる模擬試験を実施。出題傾向を元に問題を書き加えている為、出題される問題の精度が非常に高く、免許センターによる本免許試験においても合格率が高いとされている。

## 送迎バス
川越方面から計3路線を中心に、東武東上線の朝霞台駅、志木駅方面に計3路線。西武新宿線の航空公園駅、新所沢駅方面に計1路線。JR武蔵野線の新座駅、東所沢駅に計2路線。JR埼京線の与野本町駅からも1路線、計10路線、22台の無料送迎バスがあり、県内の教習所で一番充実している。

## その他
- 関東管区警察局長より、平成3年、平成5年と2度に渡り「優良教習所」として表彰を受ける。
- 保育士資格を持つスタッフによる託児室を有する。
- 高齢者講習や初心者講習も行っている。
- 午後9時まで教習を行っているが、土曜・日曜・祝日は6時までである。
- 市と市の境に位置しており、西側半分がふじみ野市、東側半分が富士見市にある。
- 教習所の下を砂川堀が暗渠となって流れている。

## NGAグループ企業
- 正興産業株式会社
  - 不動産賃貸事業部
  - 教習所事業部・セイコーモータースクール
- 学校法人正興学園
  - 専門学校事業部・関東工業自動車大学校
- NGA株式会社
- 株式会社正興商会
- 株式会社ナカガワトレーディング
- 正興建設株式会社
- 株式会社アーキテクチュアルアート
- 株式会社ジャングルファン
- 東都食販株式会社
- 大成鋼機株式会社
- 株式会社大成インターナショナル
- 東上分譲住宅協同組合
- 有限会社ヨーロピアンアンティーク中川